# Świnice Warckie (gmina)
Świnice Warckie (1937-54 gmina Świnice) – gmina wiejska w województwie łódzkim, w powiecie łęczyckim. W latach 1975–1998 gmina położona była w województwie konińskim.
Siedziba gminy to Świnice Warckie.
Według danych z 31 grudnia 2011 gminę zamieszkiwało 4101 osób.

## Historia
Gmina Świnice powstała 1 października 1937 roku w powiecie tureckim w województwie  łódzkim z obszaru zniesionych gmin Wola Świniecka (w całości), Zelgoszcz (bez wsi i folwarku Bronówek i folwarku Zelgoszcz z gromady Światonia) i Biernacice (tylko gromada Zacisze). Gminę utworzono w związku z reformą gminną przeprowadzoną na terenie powiatu tureckiego w 1937 roku, polegającą na zniesieniu 16 gmin wiejskich, a w ich miejsce utworzeniu 7 nowych. 1 kwietnia 1938 roku gminę wraz z całym powiatem tureckim przeniesiono do województwa poznańskiego.
Po wojnie gmina zachowała przynależność administracyjną. Według stanu z dnia 1 lipca 1952 roku gmina składała się z 35 gromad: Bielawy Stare, Chorzepin, Chwalborzyce, Drozdów, Dzierżawy, Grabiszew, Grodzisko, Gusin, Hipolitów, Kaznów, Kaznówek, Kiki, Kossew, Kozanki Podleśne, Kozanki Wielkie, Kraski, Parski, Pęgów, Piaski, Podgórze, Podłęże, Rogów, Saków, Stemplew, Światonia, Świnice Kolonia, Świnice Warckie, Tollów, Władysławów, Wola Świnecka, Wólka, Zaborów, Zacisze, Zbylczyce i Zelgoszcz.
Jednostka została zniesiona 29 września 1954 roku wraz z reformą wprowadzającą gromady w miejsce gmin.
Po reaktywowaniu gmin z dniem 1 stycznia 1973 roku gminę Świnice Warckie przywrócono w powiecie łęczyckim w województwie łódzkim.
9 grudnia 1973 od gminy Świnice Warckie odłączono sołectwo Domanin, włączając je do gminy Dąbie powiatu kolskiego w województwie poznańskim.

## Struktura powierzchni
Według danych z roku 2007 gmina Świnice Warckie ma obszar 93,47 km², w tym:
- użytki rolne: 82%
- użytki leśne: 7%

Gmina stanowi 12,10% powierzchni powiatu łęczyckiego.

## Demografia

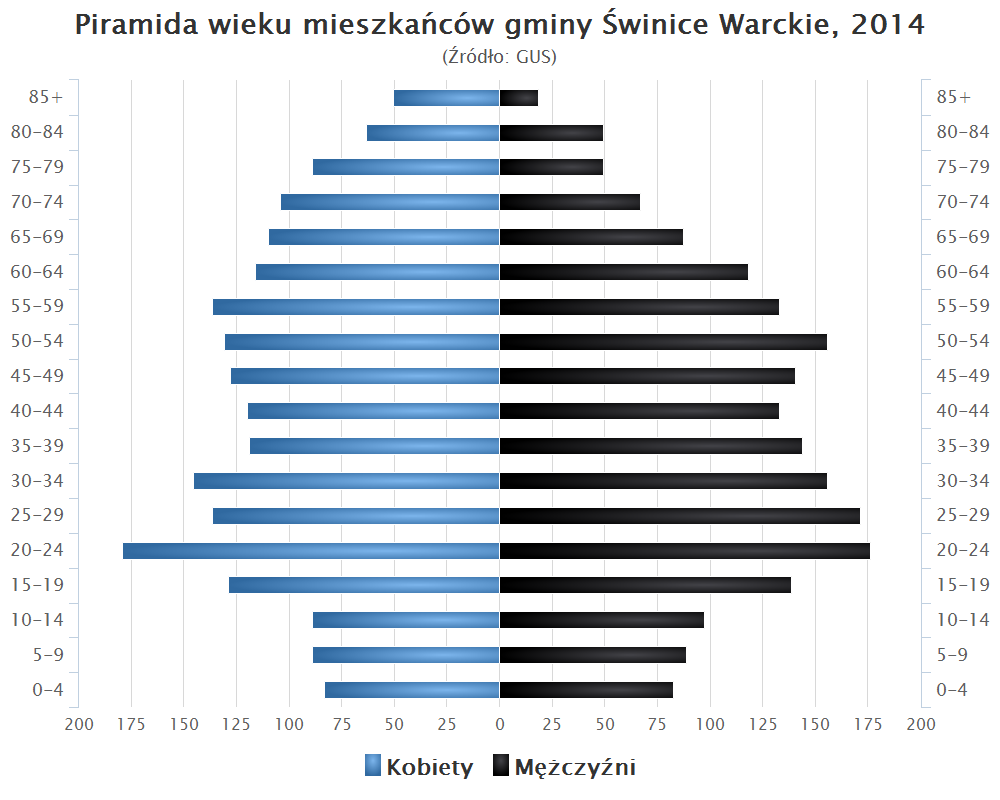
Piramida wieku mieszkańców gminy Świnice Warckie w 2014 roku

Dane z 30 czerwca 2014:
| Opis                              | Ogółem | Ogółem | Kobiety | Kobiety | Mężczyźni | Mężczyźni |
| --------------------------------- | ------ | ------ | ------- | ------- | --------- | --------- |
| jednostka                         | osób   | %      | osób    | %       | osób      | %         |
| populacja                         | 4062   | 100    | 2034    | 50,1    | 2028      | 49,9      |
| gęstość zaludnienia (mieszk./km²) | 43     | 43     | 22      | 22      | 21        | 21        |

## Sołectwa
Bielawy, Chorzepin, Chwalborzyce, Drozdów, Głogowiec, Grodzisko, Gusin, Kaznów, Kosew, Kozanki Podleśne, Kraski, Parski, Piaski, Podłęże, Rogów, Stemplew, Świnice Warckie, Świnice Warckie-Kolonia, Tolów, Władysławów, Wola Świniecka, Zbylczyce.

## Pozostałe miejscowości
Chęcin, Chorzepin, Hektary, Holendry, Kaznówek, Ładawy, Łyków, Miecanki, Podgórze, Polusin, Rydzyna, Stawiszynek, Stemplew, Strachów, Wyganów, Wola-Olesin, Zimne.

## Ochotnicze Straże Pożarne na terenie gminy
1. OSP Świnice Warckie - Krajowy system ratowniczo-gaśniczy
2. OSP Bielawy
3. OSP Chorzepin
4. OSP Chwalborzyce
5. OSP Drozdów
6. OSP Grodzisko
7. OSP Piaski
8. OSP Podłęże
9. OSP Stemplew
10. OSP Zbylczyce

## Sąsiednie gminy
Dąbie, Grabów, Łęczyca, Uniejów, Wartkowice